# Athus
Athus (en luxemburgués Attem, en alemán Athem, en valón Atu) es una localidad belga, en el municipio francófono de Aubange, situado en Región Valona y en la provincia de Luxemburgo.

## Historia
La localidad fue conocida para su fábrica siderúrgica que se cerró en 1977.
- Datos: Q653845
- Multimedia: Athus / Q653845

1. ↑  Worldpostalcodes.org, código postal n.º 6791.